# 東御市立祢津小学校
東御市立祢津小学校（とうみしりつ ねつしょうがっこう）は、長野県東御市祢津にある公立小学校。

## 概要
東御市北部に位置する。2004年4月1日の市町村合併に伴い、東部町立から東御市立に移行した。
学区は祢津地区（西宮、東町、金井、出場、鞍掛、新張、新屋、横堰、奈良原、姫子沢、祢津南）だが、常田地区の一部（伊勢原）も含まれる。

## 児童数
- 298人（2007年5月1日）

## 歴史

### 沿革
- 1874年（明治7年） - 祢津定津院学寮を校舎として開校。
- 1886年（明治19年） - 十九番小学校区祢津学校となる。
- 1887年（明治20年） - 祢津学校と改称する。
- 1888年（明治21年） - 祢津尋常小学校と改称する。
- 1941年（昭和16年） - 祢津国民学校と改称する。
- 1947年（昭和22年） - 祢津村立祢津小学校に改称する。
- 1956年（昭和31年） - 田中町、和村、祢津村が合併して、東部町となり、校名が「東部町立祢津小学校」となる。
- 2004年（平成16年） - 東部町と北御牧村が合併し、東御市となり、校名が「東御市立祢津小学校」となる。

## 教育目標
正しく ゆかしく たくましく

## 周辺
- 祢津保育園
- 祢津公民館
- 東部湯の丸IC